# العزلة الرائعة
العزلة الرائعة هو مصطلح استُخدم لوصف الممارسة الدبلوماسية البريطانية في القرن التاسع عشر والتي تمثلت بتجنب التحالفات الدائمة، خاصةً في ظل حكومة لورد سالزبوري بين عامي 1885 و1902. ظهرت الممارسة في بدايات عام 1822 مع خروج بريطانيا من المحفل الأوروبي بعد عام 1815 واستمرت حتى التحالف الإنجليزي الياباني في عام 1902. وبعد الاتفاق الودي مع فرنسا في عام 1904، قُسمت أوروبا إلى كتلتين من القوى وأدت عزلة بريطانيا خلال حرب البوير الثانية بين عامي 1899 و1902 إلى إسقاط هذه السياسة بشكل نهائي.
صيغ المصطلح في يناير عام 1896 من قبل السياسي الكندي، جورج يولاس فوستر، مشيرًا إلى موافقته على أدنى حد من التدخل البريطاني في الشؤون الأوروبية بقوله: «في هذه الأيام الصعبة إلى حد ما تقف الإمبراطورية الأم العظيمة منعزلة بشكل رائع في أوروبا.»

## الخلفية

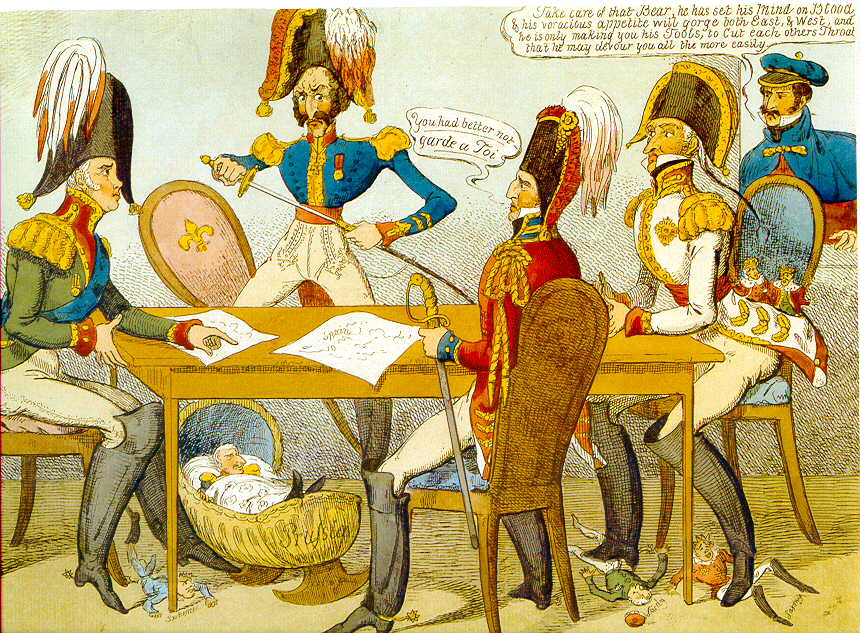
رسم كرتوني ساخر حول مؤتمر فيرونا.

تميزت هذه السياسة بعدم رغبة الدخول في تحالفات دائمة أو التزامات مع الدول الكبرى الأخرى. غالبًا ما طُبقت هذه السياسة في نهايات القرن التاسع عشر، يزعم بعض المؤرخون أنها نشأت عندما انسحبت بريطانيا من محفل أوروبا ما بعد عام 1815 بعد مؤتمر فيرونا في عام 1822. اتخذ هذا القرار جورج كانينغ، الذي سيطرت مبادئه على السياسة الخارجية البريطانية لعدة عقود، ولخصه المؤرخ هارولد تيمبرلي على النحو التالي:
عدم التدخل؛ عدم وجود نظام أمن أوروبي؛ كل أمة لنفسها، والله لنا جميعًا؛ توازن القوى، احترام الحقائق، وليس النظريات المجردة؛ احترام حقوق المعاهدات، ولكن الحذر في توسيع نطاقها... إنجلترا وليس أوروبا... يمتد نطاق أوروبا إلى شواطئ المحيط الأطلسي، وتبدأ إنجلترا هناك.
خلال معظم القرن التاسع عشر، سعت بريطانيا إلى الحفاظ على توازن القوى الحالي في أوروبا، مع حماية طرق التجارة في مستعمراتها ودول الدومينيون الخاصة بها، خاصةً تلك المرتبطة بالهند البريطانية عبر قناة السويس. في عام 1866، شرح وزير الخارجية اللورد ديربي هذه السياسة على النحو التالي:
من واجب حكومة هذا البلد، بحسب موقعها الجغرافي، أن تلتزم بشروط حسن النية مع جميع الدول المحيطة بها، دون أن تدخل بأي تحالف منفرد أو احتكاري مع أي منها؛ وقبل كل شيء، السعي إلى عدم التدخل المزعج دون داعٍ في الشؤون الداخلية لأي دولة أجنبية.
استُنيت من ذلك معاهدة لندن لعام 1839، التي تعترف ببلجيكا كدولة مستقلة؛ كانت الأهمية الإستراتيجية لموانئ أوستند وأنتويرب وزيبروغ البلجيكية هي التي دفعت بريطانيا إلى ضمان الاستقلال البلجيكي، بالوسائل العسكرية إذا لزم الأمر.

## بسمارك وسالزبوري
بعد إنشاء الرايخ الألماني في عام 1871، سعى المستشار الألماني بسمارك إلى عزل فرنسا عن طريق تحالف الأباطرة الثلاثة عام 1873 بين الإمبراطورية النمساوية المجرية، والإمبراطورية الروسية والإمبراطورية الألمانية. خرجت النمسا من التحالف في عام 1878 بسبب النزاعات مع روسيا في شبه جزيرة البلقان؛ استبدله بسمارك بالتحالف المزدوج في عام 1879 بين ألمانيا والإمبراطورية النمساوية المجرية، والذي أصبح الحلف الثلاثي عندما انضمت إيطاليا في عام 1882.
رغم ذلك، كان الهدف الأساسي من سياسته الخارجية هو الحفاظ على الانسجام بين روسيا وألمانيا، وأقنع النمسا بالانضمام إلى تحالف الأباطرة الثلاثة المعاد تشكيله في عام 1881 ردًا على محاولات فرنسا للتدخل الدبلوماسي في روسيا. عندما تفكك الاتحاد في عام 1887، استبدله بسمارك بمعاهدة إعادة التأمين، وهي اتفاقية سرية بين ألمانيا وروسيا تنص على حيادية إحدى الدولتين في حال تعرضت الأخرى لهجوم من فرنسا أو الإمبراطورية النمساوية المجرية.
قلق صانعو السياسة البريطانيون من زيادة القوة الصناعية والعسكرية الألمانية بعد عام 1871، لكنهم اطمأنوا من نية بسمارك الواضحة للحفاظ على الوضع الراهن. تغير هذا بعد إقالته في عام 1890 من قبل فيلهلم الثاني، الذي بدأ لاحقًا سباق التسلح الإنجليزي الألماني بدعم من الأدميرال ألفريد فون تيربيتز.
عرف سالزبوري سياسته الخارجية ذات مرة بأنها «الطفو بتكاسل باتجاه التيار، مع استخدام خطاف دورق دبلوماسي أحيانًا.» هذا يعني تجنب الحرب مع دولة كبرى أخرى أو مجموعة من الدول والحفاظ على التواصل مع الإمبراطورية. كان الخوف المتكرر لبريطانيا طوال القرن التاسع عشر هو وصول الروس إلى البحر الأبيض المتوسط عبر القسطنطينية ومضيق الدردنيل. كان هذا عاملاً في نشوب حرب القرم 1853-1856؛ عاودت الظهور من جديد خلال أزمة الشرق الكبرى عام 1875-1878، عندما سببت الجينغوية شعورًا متزايدًا بانعدام الأمن بين الإعلام والسياسيين البريطانيين.
بعد أن استولت بريطانيا على مصر في الحرب الإنجليزية المصرية عام 1882، ركزت سياسة البحر الأبيض المتوسط على ضمان الاستقرار، ما دفعها إلى إبرام اتفاقيات البحر الأبيض المتوسط لعام 1887 مع إيطاليا والإمبراطورية النمساوية المجرية. وافقت الدول الثلاث على العمل سويًا في أوقات الأزمات، لكن هذه الاتفاقيات لم تكن مفروضة، ولم تتطلب موافقة البرلمان.
سمح ذلك لسالزبوري بالتوفيق بين السياستين البريطانية والألمانية دون تحالف رسمي، مع تحقيق التوازن في التدخل الفرنسي في مصر. بما أن بريطانيا شاركت النمسا قلقها بشأن التوسع الروسي في جنوب شرق أوروبا، لم يكن على بسمارك أن يختار بين حليفيه عندما كانا على خلاف في البلقان. انتهت هذه السياسة ذات المنفعة المتبادلة في عام 1890 عندما سُرح بسمارك من قبل فيلهلم.
في التسعينيات من القرن التاسع عشر، واجهت بريطانيا تحديات على عدد من الجبهات: في أوروبا، من خلال مزيج من السياسة الخارجية غير المنتظمة لفيلهلم والتوسع البحري الألماني وعدم الاستقرار الناجم عن انهيار الدولة العثمانية؛ في الأمريكتين، لأسباب سياسية محلية، اختلق الرئيس الأمريكي كليفلاند نزاعًا على حدود فنزويلا مع غيانا البريطانية؛ وفي آسيا الوسطى، إذ انخفض عدد الكيلومترات التي فصلت بين روسيا والهند البريطانية في عام 1800 من 3000 إلى 30 كيلومتر في بعض المناطق.
بحلول نهاية القرن، قُسمت أوروبا إلى كتلتين من القوى، ونصت سياسة فيلهلم على إنهاء «الاستفادة المجانية لبريطانيا من نجاح التحالف الثلاثي».

## الهجر
في عام 1898، قام وزير المستعمرات آنذاك، جوزيف تشامبرلين، بمحاولتين للتفاوض مع ألمانيا وتحدث علناً عن مأزق بريطانيا الدبلوماسي، قائلاً: «لم يكن لدينا حلفاء. أخشى ألا يكون لدينا أصدقاء... نحن نقف وحدنا». لم ينجح، لكن عكست هذه الجهود إدراكًا متزايدًا بأن العزلة الدبلوماسية لبريطانيا خلال حرب البوير الثانية 1899-1902 تركتها مكشوفة ومعرضة للخطر.
في عام 1902، وقعت بريطانيا واليابان على التحالف الإنجليزي الياباني؛ إذا هوجم أحدهما من قبل طرف ثالث، يبقى الطرف الآخر محايدًا وإذا تعرض لهجوم من قبل اثنين أو أكثر من الأعداء، يساعده الطرف الآخر. هذا يعني أن اليابان يمكن أن تعتمد على الدعم البريطاني في حربها مع روسيا، إذا قررت فرنسا أو ألمانيا، التي كانت لديها أيضًا مصالح في الصين، الانضمام إليها. مع استمرار انخراط بريطانيا في حرب البوير، يمكن القول أنها كانت خطوة دفاعية وليست نهاية للعزلة، وهي وجهة نظر يدعمها تي. جي. أوتي، الذي يرى أنها تعزز عزلة بريطانيا عن القارة وأنظمة التحالف الأوروبي. بدأت بريطانيا أيضًا في بناء «علاقة خاصة» مع الولايات المتحدة.
لم يكن الاتفاق الودي في عام 1904 مع فرنسا والحلف الأنجلو الروسي لعام 1907 تحالفات رسمية وركز كلاهما على الحدود الاستعمارية في آسيا وأفريقيا. ومع ذلك، مهدا الطريق للتعاون في مناطق أخرى، فظهر احتمال دخول بريطانيا في صراع مستقبلي مع فرنسا أو روسيا؛ أصبحت هذه الاتفاقيات الثنائية المتشابكة تعرف باسم الوفاق الثلاثي. دعمت بريطانيا فرنسا ضد ألمانيا في أزمة أغادير في عام 1911، إذ اتفق البلَدان بشكل غير رسمي على التعاون في مجالات أخرى. بحلول عام 1914، كان كل من الجيش والبحرية الملكية البريطانية ملتزمين بدعم فرنسا في حالة الحرب مع ألمانيا، لكن قلةً منهم، في الحكومة، كانوا مدركين لأبعاد هذه الالتزامات.

## التقييم من قبل المؤرخين
تقول المؤرخة الدبلوماسية مارغريت ماكميلان أن بريطانيا كانت معزولة بالفعل في عام 1897، لكن كان هذا أمرًا سيئًا للغاية، لأن بريطانيا لم يكن لديها أصدقاء حقيقيون وكانت في نزاع مع الولايات المتحدة وفرنسا وألمانيا وروسيا.
تجادل المؤرخون فيما إذا كانت العزلة البريطانية مقصودة أم فرضتها الأحداث المعاصرة. ادعى أي. جاي. بّي. تايلور أن السياسة كانت مُطبقة بشكل محدودة: «من المؤكد أن البريطانيين توقفوا عن الاهتمام بتوازن القوى في أوروبا؛ وافترضوا أنها كانت تعدل نفسها بنفسها. لكنهم حافظوا على اتصال وثيق مع القوى القارية من أجل الشؤون خارج أوروبا، وخاصةً في الشرق الأدنى. قال جون شارملي أن العزلة الرائعة كانت مصطلح خيالي في الفترة السابقة للتحالف الفرنسي الروسي في عام 1894، وأن السياسة اتُبعت على مضض بعد ذلك. يؤكد إي. ديفيد ستيل أنه عندما أشار سالزبوري ذات مرة إلى «العزلة الرائعة» كان «يسخر من أولئك الذين صدقوا احتمال وجودها».
لم يستخدم سالزبوري مصطلح «العزلة الرائعة» لوصف أسلوب عمله في السياسة الخارجية؛ فقد كان واضحًا في رفضه استخدام هذا المصطلح. ورأى أنه من الخطر أن يتدخل بشكل كامل في الشؤون الأوروبية. ذكر أحد مؤلفي سيرته الذاتية أن المصطلح «التصق ظلمًا بسياسة سالزبوري الخارجية». لم تكن بريطانيا معزولة خلال هذه الفترة، نظرًا لتحالفها غير الرسمي الناشئ عن اتفاقيتي البحر الأبيض المتوسط وحقيقة أنها حافظت على العلاقات التجارية مع غيرها من الدول الأوروبية الكبرى وعلى ارتباطها الوثيق بالإمبراطورية البريطانية.